# NGC 448
NGC 448 es una galaxia elíptica de la constelación de Cetus. 
Fue descubierta el 2 de septiembre de 1886 por el astrónomo Lewis A. Swift.